# Theodor Bröcker
Theodor Bröcker (* 21. Mai 1938 in Freiburg im Breisgau; † 4. September 2014) war ein deutscher Mathematiker.

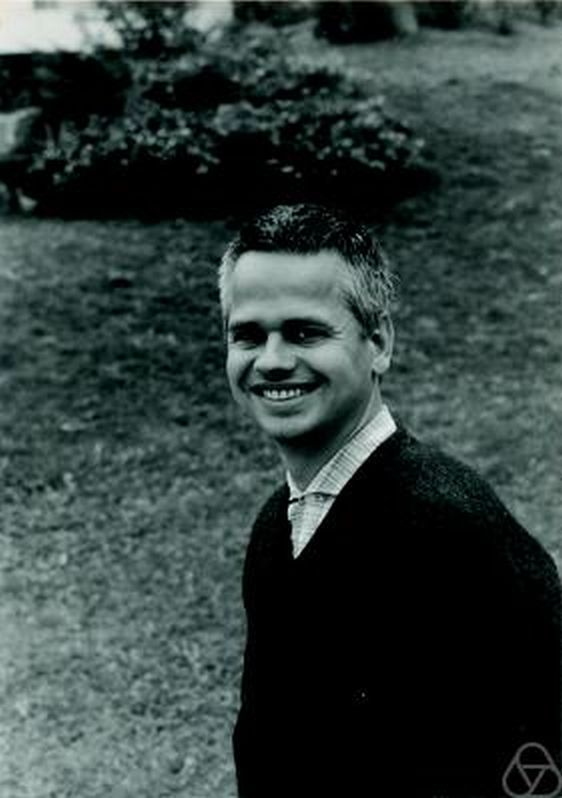
Theodor Bröcker, Oberwolfach 1972

Bröcker, Sohn des Philosophen Walter Bröcker, studierte an den Universitäten Kiel, Zürich, Tübingen und Heidelberg Physik, Mathematik, Philosophie und Volkswirtschaftslehre. 1965 wurde er an der Universität Kiel in Mathematik bei Horst Schubert promoviert und war dann bis 1970 Assistent in Heidelberg. 1971 habilitierte er sich an der Universität Regensburg, wo er danach Professor war. Bröcker beschäftigte sich vor allem mit Differentialtopologie. Sein Lehrbuch mit Klaus Jänich darüber ist ein Standardwerk.
Zu seinen Doktoranden zählen unter anderem Peter Slodowy und Fabian Theis.

## Schriften
- mit Klaus Jänich Differentialtopologie, Springer-Verlag, Heidelberger Taschenbücher 1973, Nachdruck 1990, ISBN 3540064613. (englisch Cambridge University Press 1982)
- mit Tammo tom Dieck Kobordismentheorie, Springer 1970
- mit tom Dieck: Representations of compact Lie groups, Springer 1985, 1995
- Analysis in mehreren Variablen (Untertitel: Einschließlich gewöhnlicher Differentialgleichungen und des Satzes von Stokes), Teubner Studienbücher 1980
- Differential Germs and Catastrophes, Cambridge University Press 1975
- Analysis I, II, III, Spektrum Akademischer Verlag 1995
- Lineare Algebra und analytische Geometrie, Birkhäuser, 2. Auflage 2004